# Primavera anticipada (It Is My Song)
«Primavera in anticipo (It is my song)» —en español: «Primavera anticipada»— es el segundo sencillo del álbum del mismo nombre titulado, Primavera anticipada perteneciente a la cantante italiana, Laura Pausini, cantada a dúo con el británico James Blunt publicada el 2 de enero de 2009. Fue incluido posteriormente en una edición especial del álbum de James Blunt, All the Lost Souls. El sencillo tuvo un relativo éxito en Europa, sin embargo no fue lanzado en Reino Unido e Irlanda. El sencillo fue lanzado digital y físicamente.

## Composición
La canción está compuesta por Daniel Vuletic, la letra por Pausini, Cheope y James Blunt y la adaptación en español fue escrita por Ignacio Ballesteros.
La canción «Primavera in anticipo», traducida al español por «Primavera anticipada (It is my song)», es extraída como segundo sencillo en América Latina y España del álbum Primavera anticipada. Hay versiones en italiano y español, pero esta vez en versión solitaria.
«Primavera anticipada (It Is My Song)» también está incluida en la edición especial del álbum de James Blunt, All the Lost Souls.

## Lista de canciones
| Descarga digital |                                               |          |  |
| N.º              | Título                                        | Duración |  |
| 1.               | «Primavera Anticipada/ Primavera in Anticipo» | 3:29     |  |

## Posicionamiento en las listas musicales

### Semanales y mensuales
| Alemania | Media Control Charts         | 16 |
| Austria  | Ö3 Austria Top 40            | 1  |
| Bélgica  | Ultratip Flandes             | 9  |
| Bélgica  | Ultratop 40 Singles - Valona | 23 |
| Chile    | Chile Top 100                | 15 |
| Colombia | Top 100                      | 53 |
| España   | Top 50 canciones             | 21 |
| Italia   | Top Digital Download         | 5  |
| Italia   | Nielsen Music Control        | 2  |
| Portugal | Portugal Singles Top 50      | 36 |
| Suiza    | Singles Top 75               | 5  |
| Suiza    | Schweizer Airplay            | 2  |

## Certificaciones
| Territorio | Organismo certificador | Certificación | Ventas certificadas | Simbolización | Ref.   |
| ---------- | ---------------------- | ------------- | ------------------- | ------------- | ------ |
| Austria    | IFPI — Austria         | Oro           | 15 000              | ●             | [ 15 ] |
| Italia     | FIMI                   | Oro           | 20 000              | ●             | [ 16 ] |
| Suiza      | IFPI — Suiza           | Oro           | 15 000              | ●             | [ 17 ] |